# Cleistes montana
Cleistes montana là một loài thực vật có hoa trong họ Lan. Loài này được Gardner mô tả khoa học đầu tiên năm 1842.